# Georgie Lamon
Georgie Lamon (ur. 11 listopada 1934, zm. 16 stycznia 2016) – szwajcarski pisarz i polityk, członek parlamentu szwajcarskiego kantonu Valais.

## Życiorys
Był wieloletnim działaczem na rzecz integracji zawodowej osób niepełnosprawnych oraz działaczem na rzecz osób upośledzonych umysłowo. Jako polityk kierował między innymi lokalnym oddziałem Socjaldemokratycznej Partii Szwajcarii w Sierre, a w latach 1989-2001 zasiadał w parlamencie szwajcarskiego kantonu Valais.
Wraz z byłym deputowanym do Rady Narodowej Jeanem-Noël Rey zginął wyniku zamachów terrorystycznych do jakich doszło w Wagadugu, stolicy Burkina Faso – 16 stycznia 2016 roku. 

## Wybrane publikacje
- Lens, mon village: la vie associative: reflets et souvenirs (Editions à la Carte Sierre, 2006; ISBN 2-88464-722-8)
- Autour du manoir de Lens: histoire contes et légendes (Editions à la Carte Sierre 2009; ISBN 978-2-88464-950-6)
- Lens, mémoire d'un village : contes, légendes et pensées (Editions à la Carte Sierre, 2009; ISBN 978-2-88464-995-7)
- Lens et ses demeures inspirées : document à l'usage des Centre scolaires et du public (Editions à la Carte Sierre, 2010; ISBN 978-2-940457-57-1)
- Lens au fil du temps (Editions à la Carte Sierre, 2014; ISBN 978-2-88924-198-9)